# The South Downs Suite
The South Downs Suite ist ein Jazzalbum des Full Circle Quartet um Josephine Davies. Die am 1. und 2. November 2022 in The Playroom, Arundel, entstandenen Aufnahmen erschienen 2023 im Eigenverlag  auf der Plattform Bandcamp.

## Hintergrund
Die vom Full Circle Quartet geschriebene, arrangierte und aufgeführte Musik ist inspiriert vom Leben und Arbeiten in und um die South Downs, eine hügelige Kreidelandschaft im Süden Englands. Das Full Circle Quartett entstand auf Initiative von Terry Pack, der die Vision hatte, ein Ensemble zu schaffen,  das auf starken, klaren melodischen Kompositionen und der Synergie und dem Zusammenspiel der Musiker basiert. Das Quartett besteht aus Josephine Davies (Sopran- und Tenorsaxophon, Flöte), Joss Peach (Piano, Perkussion und Gesang), Terry Pack (Kontrabass, Gesang) und Angus Bishop (Schlagzeug, Perkussion). Zum Album erschien das Buch „The South Downs Suite“ in Zusammenarbeit der lokalen Künstlerin Polly Dutton und der Lyrikerin Mandy Pannett. Gemeinsam haben sie einen Gedicht- und Kunstband geschaffen, der das Leben und die Geschichte der South Downs in England reflektiert.

## Titelliste
- The Full Circle Quartet: The South Downs Suite

1. Oasis 4:23
2. Pathways 5:59
3. The Dance of the Dragonfly 6:44
4. River Runs 5:36
5. Amberley 6:04
6. Cathedral 3:44
7. Chalk and Flint 7:31
8. Selborne 4:28
9. One January Morning 6:47
10. For Now / Jack and Jill 6:50
11. La Belle Dame de Belle Tout 8:20
12. Seven Sisters 5:06
13. A Walk in the Woods 5:20

## Rezeption
Nicht nur in der britischen klassischen Musik, sondern auch im Jazz gebe es eine glückliche Tradition des Pastoralismus, stellte Andy Robson in seiner Besprechung von The South Downs Suite in JazzWise fest. Doch das Full Circle Quartet gehe mit seinem Konzept einige Schritte weiter. Es gebe allgemeine Lieder, wie das subtile Erwachen von „Oasis“ oder der passend flüchtige „Dance of the Dragonfly“ von Davies. Aber es gibt auch ortsspezifische Lieder, wie das stimmungsvolle „Seven Sisters“, das von den gleichnamigen Kreidefelsen der Küste von East Sussex inspiriert sei. Die Suite bestehe aber nicht nur aus bukolischer Romantik. Ein Großteil der Musik sei aus den Erfahrungen gespeist, die die Band während des Lock Downs gemacht hat, einer Mischung aus Isolation, Ehrfurcht und dem Bewusstsein der Gleichgültigkeit der Natur gegenüber der Menschheit. Alle vier Musiker hätten kompositorisch beigetragen und spielten mit großem Einsatz für die Musik. Aber es falle schwer, Davies nicht hervorzuheben, die im Sopran eine fröhliche Nachtigall sei und im Tenor verschiedene dunkle Töne, sogar bösartige, hervorbringe.
Es hat eine lange Tradition, dass Künstler aller Disziplinen von ihrem Umfeld beeinflusst werden; schließlich sei die Natur ein offensichtliches und fertiges Stimulans, schrieb Ian Lomax im Jazz Journal. Manchmal würde sich dieser Einfluss auf sehr subtile Weise ausdrücken, ein anderes Mal sei er völlig dominant. Die South Downs Suite gehe ganz in diese letztere Richtung. Diese sei nicht die Vision eines einzelnen Künstlers, sondern von vier Musikern, inspiriert durch das Leben und Arbeiten in und um die South Downs.
Claire Martin meinte in BBC Radio 3: „Full Circle [wird] die europäische Szene im Sturm erobern … ein seltenes Vergnügen, das man nicht verpassen sollte.“